# Harry C. Ransley

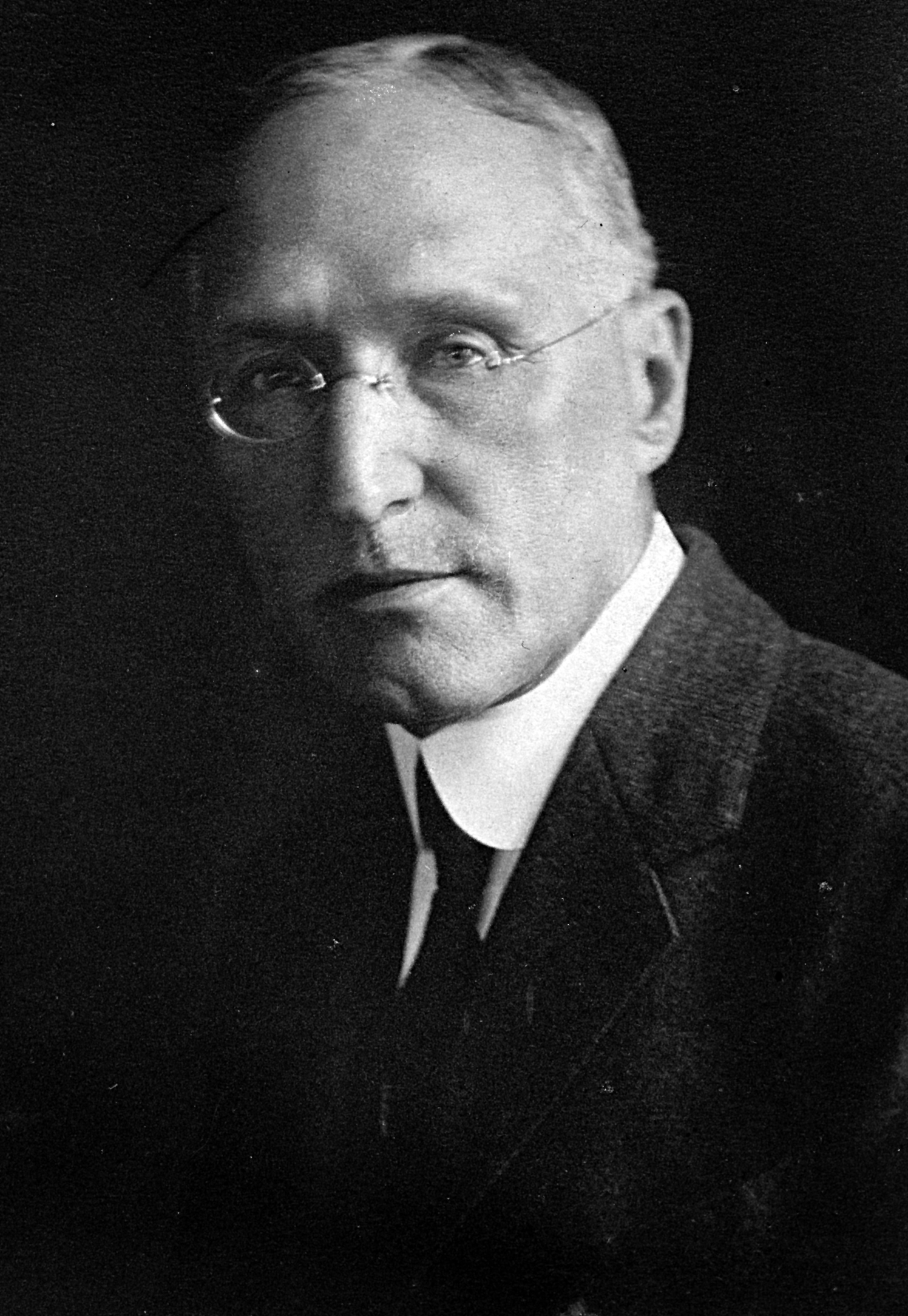
Harry C. Ransley (1923)

Harry Clay Ransley (* 5. Februar 1863 in Philadelphia, Pennsylvania; † 7. November 1941 ebenda) war ein US-amerikanischer Politiker. Zwischen 1920 und 1937 vertrat er den Bundesstaat Pennsylvania im US-Repräsentantenhaus.

## Werdegang
Harry Ransley besuchte sowohl öffentliche als auch private Schulen und arbeitete danach im Handel. Gleichzeitig schlug er als Mitglied der Republikanischen Partei eine politische Laufbahn ein. Zwischen 1891 und 1894 saß er als Abgeordneter im Repräsentantenhaus von Pennsylvania. Über einen Zeitraum von 16 Jahren gehörte er dem Stadtrat von Philadelphia an; davon war er acht Jahre lang dessen Vorsitzender. Im Juni 1912 nahm er als Delegierter an der Republican National Convention in Chicago teil, auf der Präsident William Howard Taft zur Wiederwahl nominiert wurde. Von 1916 bis 1920 war Ransley Sheriff im Philadelphia County. Von 1916 bis 1919 fungierte er als Parteivorsitzender der Republikaner in Philadelphia.
Nach dem Rücktritt des Kongressabgeordneten J. Hampton Moore wurde Ransley als Kandidat seiner Partei bei der fälligen Nachwahl für den dritten Sitz von Pennsylvania als dessen Nachfolger in das US-Repräsentantenhaus in Washington, D.C. gewählt, wo er am 2. November 1920 sein neues Mandat antrat. Nach acht Wiederwahlen konnte er bis zum 3. Januar 1937 im Kongress verbleiben. Seit 1933 vertrat er dort den ersten Wahlbezirk seines Staates. Seit 1933 wurden die ersten der New-Deal-Gesetze der Roosevelt-Regierung verabschieden, denen Ransleys Partei eher ablehnend gegenüberstand.
Im Jahr 1936 wurde Harry Ransley nicht wiedergewählt. Nach dem Ende seiner Zeit im US-Repräsentantenhaus arbeitete er wieder im Handel. Er starb am 7. November 1941 in Philadelphia.